# Fazli Veliu
Fazli Veliu (mac. Фазли Велиу; ur. 1 kwietnia 1945 w Kolari) – północnomacedoński polityk pochodzenia albańskiego, żołnierz Armii Wyzwolenia Narodowego, wykładowca lingwistyki. W latach 2011–2015 zasiadał w Zgromadzeniu Republiki Macedonii jako reprezentant Demokratycznego Związku na rzecz Integracji.